# Cetatea dacică de la Aghireșu
Este o fortificație dacică situată pe teritoriul României.